# Jane (film 2017)
Jane è un documentario biografico del 2017 scritto e diretto da Brett Morgen, incentrato sulla figura della primatologa Jane Goodall.

## Trama
Realizzato attraverso la rielaborazione di oltre 100 ore di filmati inediti - che comprendono 16 millimetri girati dal fotografo Hugo van Lawick -
provenienti dagli archivi del National Geographic, del Jane Goodall Institute e della famiglia della scienziata, il film offre un ritratto intimo e senza precedenti di Jane Goodall, le cui ricerche sugli scimpanzé sfidarono le opinioni scientifiche di predominio maschile del suo tempo, rivoluzionando la comprensione del mondo naturale.

## Distribuzione
Il film è stato presentato in anteprima al Toronto International Film Festival il 10 settembre 2017, ed è stato distribuito nelle sale cinematografiche statunitensi dal 20 ottobre. In Italia è stato trasmesso sul canale National Geographic per la prima volta il 18 marzo 2018.

## Accoglienza
Il film ha ricevuto una calorosa accoglienza da parte della critica. Sul sito Rotten Tomatoes detiene un punteggio del 99% di critiche professionali positive, con un voto medio di 8,4.

## Riconoscimenti
- Philadelphia Film Festival - 2017[8]
  - Student Choice Award
- Critics' Choice Awards - 2017[9]
  - Miglior documentario
- National Board of Review Awards - 2017[10]
  - Miglior documentario